# Ingolf, Conde de Rosenborg
Ingolf Cristiano Frederico Canuto Haraldo Gorm Gustavo Viggo, Conde de Rosenborg (ex-príncipe Ingolf da Dinamarca, em dinamarquês: Prins Ingolf Christian Frederik Knud Harald Gorm Gustav Viggo Valdemar Aage til Danmark) (nascido em 17 de fevereiro de 1940), ele nasceu no Palácio de Sorgenfri, em Sorgenfri, como "Sua Alteza o príncipe Ingolf da Dinamarca". Ele é o filho mais velho de Canuto, Príncipe Hereditário da Dinamarca e da Carolina Matilda da Dinamarca.
É o herdeiro legítimo ao trono dinamarquês de acordo com a lei sálica, cuja adesão ao trono da Dinamarca pareceu provável até que o novo Ato de Sucessão à Coroa Dinamarquesa deu direito as mulheres da família real dinamarquesa para herdar a coroa deslocou-o em favor de sua prima Margarida, em 1953.